# El candidato (película de 1959)
El candidato es una película en blanco y negro de Argentina dirigida por Fernando Ayala sobre su propio guion escrito en colaboración con David Viñas que se estrenó el 24 de septiembre de 1959 y que tuvo como protagonistas a Olga Zubarry, Duilio Marzio, Alfredo Alcón y Alberto Candeau.

## Sinopsis
Un viejo político es reclamado por su partido para ser candidato en las próximas elecciones.

## Reparto
Participaron en el filme los siguientes intérpretes:
- Olga Zubarry ...Isabel
- Duilio Marzio ...Ernesto
- Alfredo Alcón ...Horacio
- Alberto Candeau ...Dr. Mariano Torres Ahumada
- Iris Marga ...Mercedes
- Guillermo Battaglia ...Giménez
- Héctor Calcaño
- Julián Bourges ...tío
- Domingo Mania
- Orestes Soriani
- Hugo Astar …Extra
- Raúl Ricutti
- Héctor Rivera

## Comentarios
Manrupe y Portela lo consideran un filme de valores destacables en su tema de la manipulación política pese a cierta frialdad y sobreexplicación de las cosas y G.U.S. en El Debate, Montevideo, escribió: ”Mucha charla y poco cine…el argumento … es anticinematográfico y atenta contra la brillantez del film pudo haber alcanzado”. 
En Correo de la Tarde el crítico Jorge Miguel Couselo opinó:

”Disección parcial de la sociedad argentina…A pesar de la corrección general de la realización El candidato no está avalado por esa búsqueda expresiva y sentido de la composición que tuvieron Los tallos amargos y El jefe.”